# Monticello (Maine)
Monticello ist eine Town im Aroostook County des Bundesstaates Maine in den Vereinigten Staaten. Im Jahr 2020 lebten dort 737 Einwohner in 387 Haushalten auf einer Fläche von 99,5 km².

## Geographie
Nach dem United States Census Bureau hat Monticello eine Gesamtfläche von 99,48 km², von der 99,04 km² Land sind und 0,44 km² aus Gewässern bestehen.

### Geographische Lage
Monticello befindet sich zentral im Osten des Aroostook Countys an der Grenze zu Kanada. Der Northern branch of the Meduxnekeag River fließt zentral in östlicher Richtung durch das Gebiet der Town. Auf dem Gebiet von Monticello befinden sich mehrere kleinere Seen. Die größeren dieser Seen sind im Norden der Jewell Lake, im Westen neben dem Alerton Lake, der Culling Pond und der Rideout Lake, sowie im Süden der Conroy Lake und der Gentle Lake. Kleinere Flüsse durchziehen die Town sie münden südwärts oder nordwärts fließend im Northern branch of the Meduxnekeag River. Im Nordwesten befindet sich der 241 m hohe Sugar Loaf. der Meduxnekeag River fließt durch die Town.

### Nachbargemeinden
Alle Entfernungen sind als Luftlinien zwischen den offiziellen Koordinaten der Orte aus der Volkszählung 2010 angegeben.
- Norden: Bridgewater, 3,6 km
- Osten: Wilmot, New Brunswick, Kanada, 25,9 km
- Süden: Littleton, 3,9 km
- Südwesten: Hammond, 14,8 km
- Westen: Unorganized Territory von Central Aroostook, 40,9 km

### Stadtgliederung
Es gibt in Monticello mehrere Siedlungsgebiete: Foster (ehemalige Eisenbahnstation), Harvey, Jewell (ehemaliger Standort des Postamtes), Jewells Corner, Monticello, Monticello Dam (ehemalige Eisenbahnstation), Monticello Station und Sharp.

### Klima
Die mittlere Durchschnittstemperatur in Monticello liegt zwischen −11,7 °C (11° Fahrenheit) im Januar und 18,3 °C (65° Fahrenheit) im Juli. Damit ist der Ort gegenüber dem langjährigen Mittel der USA um etwa 10 Grad kühler. Die Schneefälle zwischen Oktober und Mai liegen mit über fünfeinhalb Metern knapp doppelt so hoch wie die mittlere Schneehöhe in den USA, die tägliche Sonnenscheindauer liegt am unteren Rand des Wertespektrums der USA.

## Geschichte
Die Town wurde am 29. Juli 1846 aus der Monticello Plantation gegründet. Die ursprüngliche Bezeichnung war Township Letter A, First Range West of the Easterly Line of the State (TA R1 WELS) oder Wellington Township.
Zu den frühen Siedlern gehörte General Wellington, John Pond, Samuel Stackpole und Peter Lowell. Es gab eine methodistische Kirche und sieben Schulen in Monticello. 1870 lebten 760 Menschen in Monticello, 1880 waren es 965. Der Boden ist guter Ackerboden, hauptsächlich wurde Heu, Hafer und Kartoffeln angebaut. In Monticello Village, am Meduxnekeag North Branch, gab es eine Sägemühle und eine Stärkefabrik.
Das Monticello Grange No. 338 ist ein historisches Bürgerhaus. Es wurde 1922 erbaut und diente viele Jahre als Festgebäude für gesellschaftliche Veranstaltungen, Treffen der Verwaltung der Town und des Schulausschusses. Auch heute wird es zu diesem Zweck genutzt. Es wurde im Jahr 2000 ins National Register of Historic Places unter der Register-Nummer 00000760 aufgenommen.

### Einwohnerentwicklung
| Jahr      | 1800 | 1810 | 1820 | 1830 | 1840 | 1850 | 1860 | 1870 | 1880 | 1890 |
| --------- | ---- | ---- | ---- | ---- | ---- | ---- | ---- | ---- | ---- | ---- |
| Einwohner |      |      |      |      |      | 227  | 483  | 760  | 965  | 1132 |
| Jahr      | 1900 | 1910 | 1920 | 1930 | 1940 | 1950 | 1960 | 1970 | 1980 | 1990 |
| Einwohner | 1332 | 1297 | 1268 | 1467 | 1504 | 1284 | 1109 | 1072 | 950  | 872  |
| Jahr      | 2000 | 2010 | 2020 | 2030 | 2040 | 2050 | 2060 | 2070 | 2080 | 2090 |
| Einwohner | 790  | 790  | 737  |      |      |      |      |      |      |      |

## Wirtschaft und Infrastruktur

### Verkehr
Durch Monticello führt in nordsüdlicher Richtung der U.S. Highway 1 und verbindet Monticello im Norden mit Caribou und im Süden mit Houlton. Die Bahnstrecke Brownville–Saint-Leonard hat einen Haltepunkt in Monticello.

### Öffentliche Einrichtungen
In Houlton befindet sich die Cary Library, die auch den Bewohnern von Monticello zur Verfügung steht.
In Monticello gibt es kein Krankenhaus, dafür befinden sich mehrere Krankenhäuser und Medizinische Einrichtungen in Houlton.

### Bildung
Monticello gehört mit der Hammond, Houlton und Littleton zum Maine School Administrative District No. 29.
Im Schulbezirk werden den Schulkindern mehrere Schulen angeboten:
- Houlton Elementary School in Houlton (PreK- 2)
- Southside School in Houlton (3-5)
- Houlton Middle/High School in Houlton (6-12)